# Концептуална уметност
концептуална уметност или концептуализам, појам широке примене који се данас користи у ширем значењу за скоро сваки облик уметности који није могуће сврстати у традиционалне категорије. У свом првобитном значењу крајем 1960-их, имао је једну специфичну конотацију као врста уметности где је идеја, — или идеје које представља — сматрана суштинском компонентом, а довршени „производ”, уколико постоји, углавном врстом документације уместо артефактом. Карактеристичан медиј концептуалне уметности је вербални језик, мада се у теорији може користити било која друга ствар, док се визуелна атрактивност дела генерално сматра „непотребном” дистракцијом.

## Порекло и одлике
Концептуални уметници налазе порекло своје праксе у делу Марсела Дишана. Његов редимејд Фонтана из 1917. године, наиме писоар са минималном интервенцијом изложен на изложби Друштва независних уметника у Њујорку, може се сматрати класичним протоконцептуалним делом по томе што је његов уметнички идентитет изведен из уметникове одлуке да га прогласи уметношћу. 
Поједини уметници педесетих и шездесетих година прошлог века произвели су дела која су покренула питања о природи саме уметности. Међу њима је био и Роберт Раушенберг, који је 1960. године, када је позван да учествује у изложби портрета галерије Ајрис Клер, уместо уметничког дела послао телеграм са текстом „Ово је портрет Ајрис Клер ако ја тако кажем”. Међутим, тек касних 1960-их концептуална уметност је постала препознатљив и афирмисан покрет. 
Израз „концептуална уметност” употребио је амерички „анти-уметник” Хенри Флинт 1961. године, али појам није добио на снази све док се у часопису Артфорум 1967. године није појавио чланак Сола Левита „Параграфи о концептуалној уметности” где он каже да је „у концептуалној уметности идеја или концепт важнији од рада… сва планирања и одлуке се доносе унапред, а израда дела је тривијална ствар. Идеја постаје машина која производи уметност”. Чланак је закључио речима: „Не допада ми се појам ’уметничко дело’ [‘artwork’] јер нисам за рад [work] и појам звучи претенциозно. Али не знам који други да употребим.” Овим се обрће традицонална дефиниција уметности, наиме поништава се оригиналност уметничког процеса стварања и уметност поистовећује са индустријским стратегијама производње потрошачких производа. 
Битне ране изложбе концептуалне уметности су: When Attitudes Become Form (Када намере постану форма) у Берни и Лондону (1969.) и Idea Structures (Идеја структуре) у Камден уметничком центру у Лондону (1970.). Концептуална уметност била је део једне шире тенденције одбацивања драгоцености уметничког предмета, која се такође јавља у боди арту, ленд арту и арте повера, а коју је теоретичарка Луси Липард описала као „дематеријализација уметничког предмета”. Ова општа тенденција отежава дефинисање тачних граница „концептуалне уметности”, али у погледу јасноће треба рећи да појам није применљив на Јозефа Бојса или Карла Андреа, уметнике за које је чулни однос са материјалима од суштинске важности, ни на уметницу као што је Барбара Кругер, у чијој је уметности визуелни утицај од пресудног значаја.
Вајарка и критичарка Урсула Мејер је нагласила антиматеријалне квалитете концептуалне уметности: „Прелазак са предмета на концепт означава презир према појму робе — свете краве ове културе”. Концептуални уметници предлажу професионално залагање којим се уметност враћа уметницима, уместо да буде у рукама „трговаца новцем”. Међутим, како је 1973. године казала Липард, „уметност и уметници у капиталистичком друштву и даље представљају луксуз”, а концептуална уметност, баш као и други облици уметности, показала се подложном тржишној експлоатацији, продајом документације о концептуалним делима колекционарима и музејима. Та документација је у различитим облицима, од фотографија, звучних и видео записа на касетама, у облику штампаних текстова, мапа, дијаграма, скупова упутстава итд. 
Нека концептуална дела су сасвим лишена материјалне подлоге, као на пример Telepathic Piece (Телепатски комад; 1969.) америчког уметника Роберта Барија, који се састоји од просте уметникове изјаве: „током трајања изложбе покушаћу телепатски да саопштим уметничко дело чија је природа низ мисли које нису применљиве на језик и слику”. Бари је такође произвео дела у којима се инертни гасови испуштају у атмосферу. Добијена фотографска документација од публике захтева слепу веру, јер су гасови потпуно невидљиви. Лоренс Вајнер је радио на идејама попут „Турбуленције изазване у воденој маси”, које свако може произвести (или не). Даглас Хјублер је изјавио: „Свет је пун предмета, више или мање занимљивих; не желим да им додајем. Тврдио је да је његово дело „изван перцептуалног искуства” и да је стога зависно од система документације. Импликација овога је била да документација није и сâмо уметничко дело.
Поред тржишног и политичког образложења за концептуалну уметност, постојао је и аргумент, који је најоштрије изнео Џозеф Кошут, да је уметност достигла тачку када више није могла да се дефинише као врста физичког предмета, већ се једино може дефинисати у аналитичком смислу. Заокупљеност дефиницијом уметности делила је и британска група Art & Language. Кошут је дао и најекстремнију верзију аргумента за концептуалну уметност рекавши да „традиционално сликарство и вајарство више нису ваљане уметнички форме”. Чешћа претпоставка међу концептуалним уметницима била је да уметност једноставно не треба да буде дефинисана њеним традиционалним дисциплинама. У том смислу Мел Бошнер је изјавио: „Историја уметности и историја сликарства и вајарства нису иста ствар, већ се у неким тренуцима само подударају.”
Различит облик концептуалне уметности развио се у Латинској Америци у делима уметника као што су Луис Камницер и Силдо Мирелис. Овде је то облик сасвим специфичне политичке интервенције, која је тежила да заобиђе галеријски систем. Ослањајући се на тенденцију латиноамеричке кинетичке уметности, као и на  дело Мире Шиндел и Лижије Кларки, циљ је да се обезвреди улога јединственог уметничког предмета. У Јапану, уметници неформалне групе Моно-ха (школа ствари), која је деловала између 1968. и раних 1970-их, одбацује традиционални уметнички предмет у корист ефемерних (пролазних) структура. Њихов рад је такође имао афинитета са италијанским арте повера.
Главне личности и следбеници концептуалне уметности видели су њене активности као провокативно ширење уметничких граница, или барем њихово јасније дефинисање. На пример, Роберт Морис је 1970. године написао да „Одвајање енергије уметности од заната досадне производње предмета … преусмерава уметност као врсту енергије која покреће промену у перцепцији”. Роберт Бари 1969. године изјављује: „Ми заправо не уништавамо предмет, већ само ширимо дефиницију.” Ричард Корк, у тексту за отварање изложбе Beyond Painting and Sculpture (Изнад сликарства и вајарства) 1973. године, писао је да „сви уметници на све своје различите начине пркосе ортодоксности медија који је пратио западну уметност још од ренесансе.” Међутим, британски сликар Кит Вон је 1972. године пише: „појам (концептуална) је контрадикција сама по себи, уметност је остварење концепата, а не само њихово постојање (објављивање)”.
Губитак потражње за техничким вештинама у пракси је замењен интелектуалном строгошћу и напорним читањем филозофије, лингвистике и политичке теорије, што је захтевано како од публике, тако и од уметника. Концептуална уметност се великом брзином развила на међународном плану, али се обично сматра да је свој врхунац достигла крајем 1970-их. 
Отворено је за расправу да ли је опадање интересовања за концептуалну уметност почетком 1980-их резултат новог и живахнијег уметничког тржишта које је преферирало тржишније уметничке предмете попут слика неоекспресиониста, или је то била природна последица њеног потенцијала који је био ограниченији него што су њени заступници заговарали.
Као што су многи данашњи критичари уметности препознали, концептуална уметност, у одређеном смислу, означава границу између модерне и савремене уметности, а релативна маргинализација традиционалних уметничких дисциплина крајем 20. века, била је једнако важна за савремену, као што је појава апстракције то била за модерну уметност. 
Алтернативна имена која су својевремено предлага за концептуалну уметност су: „анти-објектна уметност”, „дематеријализована уметност”, „идеја-уметност” и „постобјектна уметност”.

## Галерија
- Јозеф Бојс, акција 7.000 храстова испред галерије у Каселу.
- Лоренс Вајнер, Превод са једног језика на други, инсталација у Амстердаму 1996.
- Рахел Вејтеред, Инсталација у Тејт галерији у Лондону 2006.

## Концептуални уметници
- Џозеф Кошут
- Ив Клејн
- Ричард Лонг
- Кејт Харинг
- Пијеро Манцони
- Сол Левит
- Густаво Агере
- Art & Language
- Janine Antoni
- Michael Asher
- Дамали Ајо
- John Baldessari
- Robert Barry
- Vanessa Beecroft
- Joseph Beuys
- Mel Bochner
- Sebastijan Binik
- Victor Burgin
- Ian Burn
- Chris Burden
- Andrew B. Campbell
- Maurizio Cattelan
- Judy Chicago
- Hanne Darboven
- Марсел Дишан
- ingrid Falk
- Jonathan FeBland
- Henry Flynt
- Dan Graham
- Kristján Gudmundsson
- Hans Haacke
- Rebecca Horn
- Zhang Huan
- Douglas Huebler
- David Ireland
- Ray Johnson
- On Kawara
- Ив Клајн
- Joseph Kosuth
- Barbara Kruger
- John Latham
- Sol LeWitt
- Tom Marioni
- Allan McCollum
- Јоко Оно
- Adrian Piper
- William Pope.L
- Carolee Schneeman
- Lawrence Weiner
- Марина Абрамовић
- Владан Кузмановић
- Габријел Савић Ра
- Славко Матковић
- Гергељ Урко
- Неша Париповић
- Де Стил Марковић
- Џон Кејџ
- Дејвид Вудард